# Comunità montana del Gargano
La Comunità montana del Gargano è stata una comunità montana pugliese, fondata nel 1972 e comprendente 14 comuni della Provincia di Foggia, ricadenti dell'area garganica. La sede era a Monte Sant'Angelo.

## Storia
L'ente è stato soppresso il 6 febbraio 2009 con Decreto n. 132 del Presidente della Giunta Regionale della Puglia, congiuntamente alle restanti comunità montane pugliesi.
Il 24 luglio 2009, in base alle motivazioni di una sentenza della Corte Costituzionale, scaturita in seguito ad un ricorso di Veneto e Toscana, la legge regionale che scioglieva gli enti viene dichiarata incostituzionale.

### La soppressione definitiva
Nel 2010 la Regione Puglia approva un nuovo provvedimento che sopprime definitivamente l'ente . In seguito, ha altresì provveduto alla nomina di un commissario liquidatore.

## Comuni aderenti
Ne hanno fatto parte:
- Cagnano Varano
- Carpino
- Ischitella
- Mattinata
- Monte Sant'Angelo
- Peschici
- Rignano Garganico
- Rodi Garganico
- San Giovanni Rotondo
- San Marco in Lamis
- San Nicandro Garganico
- Vico del Gargano
- Vieste
- Manfredonia (frazione Montagna)